# 谢尔卡蒂
谢尔卡蒂（Sherghati），是印度比哈尔邦格雅縣的一个城镇。总人口32358（2001年）。

## 人口
该地2001年总人口32358人，其中男性17022人，女性15336人；0—6岁人口6078人，其中男3193人，女2885人；识字率55.84%，其中男性为62.03%，女性为48.97%。